# Інститут невідкладної і відновної хірургії імені В. К. Гусака НАМН України
47°58′59.71″ пн. ш. 37°46′40.96″ сх. д. / 47.9832528° пн. ш. 37.7780444° сх. д.
Інститут невідкладної і відновної хірургії імені В. К. Гусака, або ІНВХ, раніше відомий як Обласна центральна клінічна лікарня, або ОЦКЛ (рос. ОЦКБ) — провідний науково-практичний медично-хірургічний центр Донеччини, розташований в місті Донецьку, Ленінський район міста. Заснований 1999 року на базі обласної центральної клінічної лікарні.
Інститут носить ім'я свого засновника Володимира Корнійовича Гусака. На базі ІНВХ проходила підготовка студентів кафедри госпітальної хірургії імені В. М. Богославського Донецького медичного університету.

## Науково-практичні профілі інституту
- невідкладна і планова хірургія;
- відновлення репродуктивного здоров'я жінок;
- вроджені та набуті серцеві патології дорослих і дітей;
- використання в лікування аутологічних стовбурових клітин;
- лікування опіків та їх наслідків;
- лікування мультифокального атеросклерозу, хронічної венозної недостатності, гострої судинної патології, аневризм;
- діагностика, лікування онкогематологічних захворювань, розвиток трансплантології.

## Структура інституту
У структуру ІНВХ входять 8 відділів, більшість з яких досі залишаються унікальними для Донецької області:
- термічних уражень та пластичної хірургії;
- невідкладної і відновної серцевої хірургі;
- невідкладної і відновної судинної хірургії;
- абдомінальної хірургії та політравм;
- відновлення репродуктивної функції;
- анестезіології та інтенсивної терапії;
- онкогематології;
- експериментальної хірургії.

## Історія інституту

### Заснування
Фундамент майбутньої центральної поліклініки для медичного обслуговування робітників заводів, шахт і населення міста Донецька заклав 1926 року старійшина медицину Донбасу Ф. В. Берві, син визначного соціолога, публіциста, економіста і белетриста Василя Васильовича Берві.
1929 року першого хворого прийняв лікар ортопед-травматолог С. К. Авраменко. Першим головним лікарем призначений М. С. Драбкін, робочим директором М. С. Мальцев. Серед інших відомих фахівців-медиків, що працювали в лікарні в цей період, були професори В. М. Богославський, Є. Н. Бунін, Я. М. Ландау, А. А. Ільїнський, О. Є. Лікера, Н. А. Александров. За два роки лікарня посіла друге місце у всесоюзному огляді диспансерів.

### 1940–1960 роки
В період 1943–1945 років лікарня стала військовим госпіталем. Однак вже 1945 року на його базі організована центральна клінічна лікарня, вона також стала навчальною базою Донецького медичного інституту. Тут діяли клініка ортопедії і травматології, госпітальної терапії (завідувач — професор Бунін Є. Н.), факультетської терапії (завідувач — професор Мембург), госпітальної хірургії (завідувач — професор В. М. Богославський), захворювань очей (завідувач — професор — І. Ф. Копп), туберкульозу. Від 1946 року почали діяти клініки неврології (завідувач — професор М. Л. Мініович) і ЛОР-відділення.
1947 року поліклініку і лікарню об'єднали, на чолі медичного об'єднання став М. І. Аснес. Від 1949 року лікарня отримала обласний статус, організовані санітарна авіація і виїзні бригади, що дозволило консультувати щороку від 6 до 9 тисяч пацієнтів.

### 1960–1990 роки
Впродовж 1960–1983 років головним лікарем працював В. Д. Байда — кандидат медичних наук, заслужений лікар УРСР, який розробив і запровадив систему контролю якості надання медичної допомоги у закладах охорони здоров'я УРСР. Лікарня проводила семінари для медичних працівників із сіл. Відтак 1975 року лікарня отримала статус Республіканської школи передового досвіду, а із науково-практичним досвідом її лікарів знайомились фахівці інших республік СРСР, а також Куби, Монголії, Болгарії, Угорщини, Польщі, Чехословаччини, НДР.
В період 1983–1990 років лікарню очолював М. К. Кокін — заслужений лікар УРСР, кавалер ордена Жовтневої революції і двох орденів Трудового Червоного Прапора. За його наполягання закінчене з'єднання переходами всіх корпусів лікарні. Також у ці роки запроваджені нові методи дослідження: ехокардіографія, доплерографія, ультразвукова діагностика.

### 1990-2000
1991 року Обласна центральна клінічна лікарня реорганізована у Донецьке обласне лікувально-клінічне об'єднання (або ДОЛКО), при цьому поєднавши кафедри Донецького медичного університету. Це надало особливого поштовху для розвитку судинної, кардіохірургічної служби лікарні. Головним лікарем медичного об'єднання став Володимир Корнійович Гусак — доктор медичних наук, заслужений діяч науки і техніки України, член-кореспондент АМН України.
1999 року, відповідно до рішення Кабінету Міністрів України на базі ДОЛКО створено Інститут невідкладної і відновної хірургії, який став одним з найбільших в системі Академії медичних наук України.

### 2000-нині
2002 року ІНВХ Гринь Владислав Костянтинович — доктор медичних наук, член-кореспондент Академії медичних наук України. За його ініціативи та під його керівництвом успішно працює унікальна лабораторія клітинного і тканинного культивування, продовжує розвиватись кардіохірургічна служба, розпочав діяльність міжнародний центр «Біостем».
2014 на виконання Постанови Кабінету Міністрів України  № 595 від 07.11.2014 року «Деякі питання фінансування бюджетних установ, здійснення соціальних виплат населенню та надання фінансової підтримки окремим підприємствам і організаціям Донецької та Луганської областей», Постанови Президії НАМН України за №11/4 від 13.11.2014 року та Бюро Президії НАМН України №18 від 17.11.2014 року, Наказ НАМН України № 93 від 20.11.2014 року, Інститут було переміщено до міста Київ